# Hiến chương 77
Hiến chương 77 là một kiến nghị được công bố vào tháng giêng 1977 lên án những hành động vi phạm nhân quyền của chính quyền Cộng sản tại Tiệp Khắc, nó cũng là tên của một phong trào dân quyền, mà trong thập niên 1970 cũng như 1980 trở thành trung tâm của phe đối lập. 

Năm 1976 nhiều văn nghệ sĩ và nhiều người trong giới trí thức, cả thợ thuyền, giám mục, cựu đảng viên Cộng sản và cả cựu mật thám, trong số này có nhà viết kịch Václav Havel, Jiří Hájek và Jiří Dienstbier (chính trị gia của Mùa xuân Praha) – cùng với những người Tiệp Khắc bình thường khác họp lại với nhau để mà nêu lên những vi phạm nhân quyền, trái lại với những gì mà ngoại trưởng Tiệp Khắc đã ký trong Hiệp ước Helsinki vào ngày 1 tháng 8 năm 1975. 

Trực tiếp đưa tới vụ này là những hành động trù dập của chính quyền đối với ban nhạc The Plastic People of the Universe. Ban nhạc này, được thành lập ngay sau vụ xâm lăng của Khối Warszawa vào năm 1968, đã tổ chức nhiều đại hội nhạc. Họ là nơi thu hút quan trọng trong giới nhạc độc lập với chính quyền và rất lôi cuốn giới trẻ. Trong một buổi trình diễn vào tháng 2 năm 1976 nhiều thành viên ban nhạc bị bắt và nhiều người đi nghe bị hỏi cung. Hành động này đưa tới những phản đối trong nước, cũng như tại hải ngoại. Václav Havel xem những trù dập đối với nhóm the Plastic People là cuộc tấn công của một chế độ toàn trị vào đời sống con người, vào tự do của con người. Theo Havel thì phải ngăn cản để việc này không còn tiếp diễn.

## Tuyên ngôn
Vào ngày 1 tháng giêng 1977 Hiến chương 77 được công báo với 242 chữ ký. 6 ngày sau nó được in ra tại các báo chí lớn tại Âu châu như tờ The Times, Le Monde hay là Frankfurter Allgemeinen Zeitung. Tuy nhiên tại các báo chí trong nước thì nội dung không được phổ biến. Trong tháng giêng và tháng 2 có một chiến dịch rầm rộ của nhà nước chống lại hiến chương này, cũng nhờ vậy mà cả nước biết đến đến nó. 

Vào ngày 1 tháng 2 năm 1977 danh sách của 208 người ký thêm vào được công bố. Cho tới mùa hè 1977 con số người ký lên đến 600. Cho tới cuối năm 1977 hiến chương có 800 người ký, tới 1985 khoảng 1200 và tới 1989 2000. Những người viết chính của hiến chương và cũng là những phát ngôn viên đầu tiên của phong trào là Václav Havel, triết gia Jan Patočka và cựu ngoại trưởng Jiří Hájek. Từ tháng giêng 1977 một ủy ban quốc tế đã được thành lập để trợ giúp Hiến chương 77, trong số những người tham dự có Heinrich Böll, Friedrich Dürrenmatt, Graham Greene và Arthur Miller.

Hiến chương này so sánh những quyền căn bản, mà đã được thỏa thuận trong Hiệp ước Helsinki và một phần cả trong luật pháp của Tiệp Khắc, với những gì đã xảy ra trong thực tế. Nó cho thấy quyền tự do ngôn luận chỉ là ảo tưởng, quyền được học tập bị ngăn cản, hàng trăm ngàn người trong giới trẻ vì những tư tưởng của họ hay của cha mẹ không được vào đại học, tự do tôn giáo bị giới hạn có hệ thống một cách độc đoán. Nói chung thì dụng cụ để giới hạn hoặc tướt đoạt hoàn toàn một số dân quyền là đặt tất cả các cơ quan và các tổ chức dưới sự chỉ đạo chính trị của những người cầm đầu đảng cầm quyền và quyết định của một vài người có thế lực. Hiến chương đòi hỏi chính phủ Tiệp Khắc phải tuân theo những gì họ đã ký, đặc biệt là hiệp ước Helsinski. 

## Phong trào
Tham dự vào phong trào gồm nhiều nhóm có quan điểm chính trị khác nhau, có cả đảng viên Đảng Cộng sản, cũng như những người chống đối đảng này, những người vô thần, hoặc theo các đạo Ki tô giáo cũng như các đạo khác. Những người nổi tiếng khác của phong trào còn có nhà xã hội học Rudolf Battěk hay triết gia kiêm toán học gia Václav Benda.

Mục đích của phong trào, mỗi năm bầu 3 người phát ngôn viên, là có được những cuộc đối thoại với những người đại diện cho chính quyền. Phong trào sẽ cho ý kiến về các vấn đề xã hội, trong nghề nghiệp, tự do đi lại, bảo vệ môi trường, tự do tiến ngưỡng... và đòi hỏi phóng thích những tù nhân chính trị. Họ ghi nhận và loan báo các vụ vi phạm nhân quyền và đưa ra các đề nghị giải quyết. Một trong những hoạt động khác là in ra các sách hay các bài bị cấm, thí dụ như các dịch phẩm của các tác phẩm của các tác giả như Orwell, Koestler, những tác phẩm của các nhà văn Tiệp Khắc cũng như những người khác hoặc đã di cư hoặc bị xem như là không có tồn tại. 
Trong văn bản viết về việc thành lập hiến chương cũng viết về phong trào và thành viên của nó: "Hiến chương 77 không phải là một tổ chức, không có điều lệ, không có những bộ phận thường trực, không có những thành viên được tổ chức. Bạn tự nhiên là thành viên, nếu bạn cùng đồng ý với ý tưởng của nó, tham dự vào những việc làm của phong trào và ủng hộ, giúp đỡ nó. Hiến chương 77 không phải làm một nền tảng cho một hoạt động chính trị đối lập. Nó chỉ muốn phục vụ cho lợi ích của tập thể như những sáng kiến của người dân tại Tây và Đông Âu."

Trong số những người ký tên còn có: Petr Pithart (cựu Chủ tịch Thượng nghị viện và sau này là cựu thủ tướng), Václav Malý (tổng giám mục tại Prag), nhà xã hội học Jiřina Šiklová và nhà văn Josef Hiršal, Zdeněk Mlynář (Chính trị gia), tổng bí thư ủy ban trung ương đảng Cộng sản năm 1968, Ludvík Vaculík, tác giả của Tuyên ngôn với 2000 chữ và triết gia Milan Machovec, những người đóng vai trò quan trọng trong sự cố mùa xuân Praha.

Về nội dung những người ký tên vào Hiến chương muốn gây sự chú ý về các vi phạm nhân quyền, tạo ra các cơ cấu tổng quát để bảo vệ quyền của mỗi cá nhân và đóng vai trò trung gian khi có mâu thuẫn. Sau này ủy ban Helsinki Tiệp Khắc, thành lập vào năm 1988, đảm nhận vai trò này.
Hiến chương đạt được nhiều hưởng ứng tại Tây Âu (nơi nhiều tài liệu của hiến chương được công bố) cũng như trong giới bất đồng chính kiến tại Ba Lan, Hungary, và Đông Đức.

Năm 1978 một nhóm độc lập từ những người ký tên cho phát hành tờ báo "Tin tức về Hiến chương 77". Cho tới 1989 Hiến chương 77 công bố tổng cộng 572 văn kiện về những vi phạm nhân quyền, về tình hình của nhà thờ tại Tiệp Khắc, về những vấn đề như hòa bình, bảo vệ môi trường, triết học và về lịch sử. 

Một tổ chức mà thực sự phát xuất từ Hiến chương 77 là Ủy ban bảo vệ những người bị ngược đãi phi pháp vào năm 1978. 

Hiến chương cho tới 1989 đã đóng vai trò nổi bật, cho phương Tây và cả người Tiệp Khắc biết về tình hình thực sự ở Tiệp Khắc và tạo một "sân chơi", nơi mà mọi người có thể thảo luận tự do. Nhờ sự hiến thân của những người ủng hộ và tiếng tăm của Hiến chương, cuộc Cách mạng Nhung năm 1989 đã xảy ra một cách yên bình, nhiều người trong Hiến chương đã đạt được các chức vụ chính trị cao trong chính quyền mới.

Năm 1992 Hiến chương 77 chấm dứt chính thức công việc của mình.

## Phản ứng của chính quyền
Mặc dù Nhóm hiến chương không tự định nghĩa mình là phe đối lập và đòi hỏi đối thoại, chính quyền Tiệp Khắc đã phản ứng mạnh và đàn áp. Phản ứng đầu tiên của chính quyền xảy ra vào ngày 12 tháng giêng trên tờ báo Rudé právo. Những người ký tên bị cho là những kẻ phản động cũng như là những kẻ đã tổ chức cuộc phản cách mạng vào năm 1968, những người mà hành động theo những đặt hàng của phe Chống cộng và phe theo Chủ nghĩa phục quốc Do Thái (Zionismus). Văn kiện được cho là "chống chính quyền, chống xã hội chủ nghĩa, chống lại nhân dân, thuộc loại những bài viết mị dân và khích động quần chúng, một cách lỗ mãng xuyên tạc đã bôi nhọ chế độ Xã hội chủ nghĩa Tiệp Khắc và những thành đạt cách mạng của nhân dân." Tiếp theo đó trong tháng giêng và tháng hai có một chiến dịch mạnh mẽ với mọi phương tiện thông tin, trong đó rất nhiều văn nghệ sĩ và trí thức phản đối Hiến chương. 

Những người ký tên bị bắt giữ nhiều lần, hỏi cung, theo dõi, không được tiếp tục hành nghề và bị xã hội cô lập. 
Václav Havel đã bị nhốt vào tù vài tháng. Một trong người phát ngôn viên đầu tiên của Hiến chương, Jan Patočka, vào ngày 13 tháng 3 năm 1977 đã ngất xỉu sau nhiều giờ bị công an hỏi cung và chết sau đó. Tại lễ đám tang của ông mọi người tham dự đều bị chụp hình và bị quay phim, trong lúc có một trực thăng luôn bay trên đầu. Vào tháng 10 năm 1977 có một vụ án chính thức đầu tiên. Bị can bị buộc tội là đã buôn lậu những văn kiện cấm ra khỏi nước, anh ta bị tù 3 năm rưỡi. 

Hàng trăm người ký tên bị tước bỏ quyền công dân. Nhà văn Pavel Kohout sau khi đi ra khỏi nước vào năm 1979 không được phép trở vào và không được công nhận quyền công dân nữa. Nhiều người khác sợ bị trù dập phải bỏ trốn. Tổng cộng có khoảng 300 người ký tên đã di cư sang nước ngoài, đa số là đến Áo, nơi mà họ được cho tị nạn một cách dễ dàng. Từ đó nhiều người di cư sang Hoa Kỳ, Canada hay Úc. 

Ngoài ra đảng Cộng sản còn lập ra một Phản hiến chương (Anticharta), mà được hưởng úng ngay của khoảng 2000 văn nghệ sĩ, kịch sĩ. Hầu như các kịch sĩ nào cũng ký tên vào, ai không ký sẽ bị cấm hành nghề.

## Sách báo
- Charta 77: Das Manifest »Charta 77«, in: Jiří Pelikán, Manfred Wilke (Hrsg.): Menschenrechte. Ein Jahrbuch zu Osteuropa, rororo 4192, rororo aktuell, Reinbek bei Hamburg, 1977, S. 221–225, ISBN 3-499-14192-2.
- Lutz, Annabelle: Dissidenten und Bürgerbewegung. Ein Vergleich zwischen DDR und Tschechoslowakei. Campus, Frankfurt am Main 1999, ISBN 3-593-36311-9 (= Campus Forschung, Band 795, zugleich Dissertation an der Universität Potsdam 1998).
- Harald Gordon Skilling: Charter 77 and Human Rights in Czechoslovakia. Allen & Unwin, London 1981, ISBN 0-04-321026-0 (englisch).
- Hans-Peter Riese (Hrsg.): Bürgerinitiative für die Menschenrechte. Die tschechoslowakische Opposition zwischen dem „Prager Frühling" und der „Charta '77". Vorwort: Heinrich Böll, Nachwort: Arthur Miller, Europäische Verlagsanstalt, Köln / Frankfurt am Main 1977, ISBN 3-434-00320-7 (= Demokratischer Sozialismus in Theorie und Praxis).